# Musée de Préhistoire des gorges du Verdon
Le musée de Préhistoire des gorges du Verdon est un musée départemental situé à Quinson dans les Alpes-de-Haute-Provence. Labellisé musée de France, il présente une collection de pièces archéologiques issues de cinquante ans de fouilles dans le Verdon. Construit par l'architecte Norman Foster, il est considéré comme l'un des plus grands musées sur la préhistoire en Europe.

## Localisation
Au cœur du parc naturel régional du Verdon, le musée de Préhistoire des gorges du Verdon se situe à Quinson dans les Alpes de Haute-Provence. Il se trouve à 100 km de Marseille, 95 km de Toulon, 140 km de Nice et 61 km de Digne-les-Bains.

## Informations pratiques
- Le musée de Préhistoire des gorges du Verdon est ouvert du 1er février au 15 décembre.
- Fermeture le mardi  sauf pendant les vacances scolaires de la zone B, et juillet/août
- Le musée de Préhistoire des gorges du Verdon est doté d’un service éducatif qui propose toute l’année des ateliers, visites et animations pour les groupes adultes, les groupes scolaires et le  public individuel.
- Le musée de Préhistoire des gorges du Verdon possède le label Tourisme et handicap pour le handicap moteur et le handicap mental. Il est certifié ISO9001 et Qualité Tourisme.

## Historique

### Origines du musée
De 1957 à 1971, des fouilles archéologiques sont menées dans le Verdon. L'opération archéologique est initiée par EDF qui, en prévision de la construction des barrages hydroélectriques de Sainte-Croix du Verdon, Quinson et Gréoux-les-Bains, lance une campagne de repérage des réseaux karstiques pour évaluer les risques liés à la mise en eau.
Henry de Lumley, Jean Courtin et Charles Lagrand, tous trois chercheurs au CNRS, sont chargés de ce vaste chantier. Les résultats de leurs fouilles ont révélé une grande quantité de mobilier archéologique et permis l’acquisition des données scientifiques essentielles à la connaissance des populations préhistoriques provençales. Au total, une soixantaine de gisements préhistoriques sont découverts. L’intérêt patrimonial et scientifique de ces collections a abouti à la création en 2001 du musée de Préhistoire des gorges du Verdon sous l’impulsion du conseil général des Alpes-de-Haute-Provence.

### Le musée en quelques dates
- 1986 : deux conseillers municipaux  de Quinson ont l’idée d’exposer du matériel archéologique issu des fouilles du Verdon. La commune prend alors contact avec le professeur Henry de Lumley qui y répond favorablement. Il propose alors la création d’un musée.
- 1988 : sous sa direction, les fouilles reprennent sur le site archéologique de la Baume Bonne.
- 1990 : le conseil général des Alpes-de-Haute-Provence adopte à l’unanimité le principe de réalisation du musée de Préhistoire des gorges du Verdon.
- 1992 :  le conseil général lance un concours architectural dont le lauréat est le cabinet de Norman Foster, architecte de renommée internationale, associé au muséographe Bruno Chiambretto.
- 1997 :  la 1re pierre est posée. Le financement du musée provient principalement du conseil général des Alpes-de-Haute-Provence, du ministère de la Culture et de la Communication, de la région Provence-Alpes-Côte d'Azur, de l’Europe, du conseil général du Var et du Crédit agricole.
- 1999 : Jean Gagnepain (1961-2010) est nommé directeur du musée de Préhistoire des gorges du Verdon.
- 2001 : le musée ouvre ses portes au public le 28 avril et est inauguré officiellement le 1er juin[2].

## Le musée

### Une signature architecturale moderne

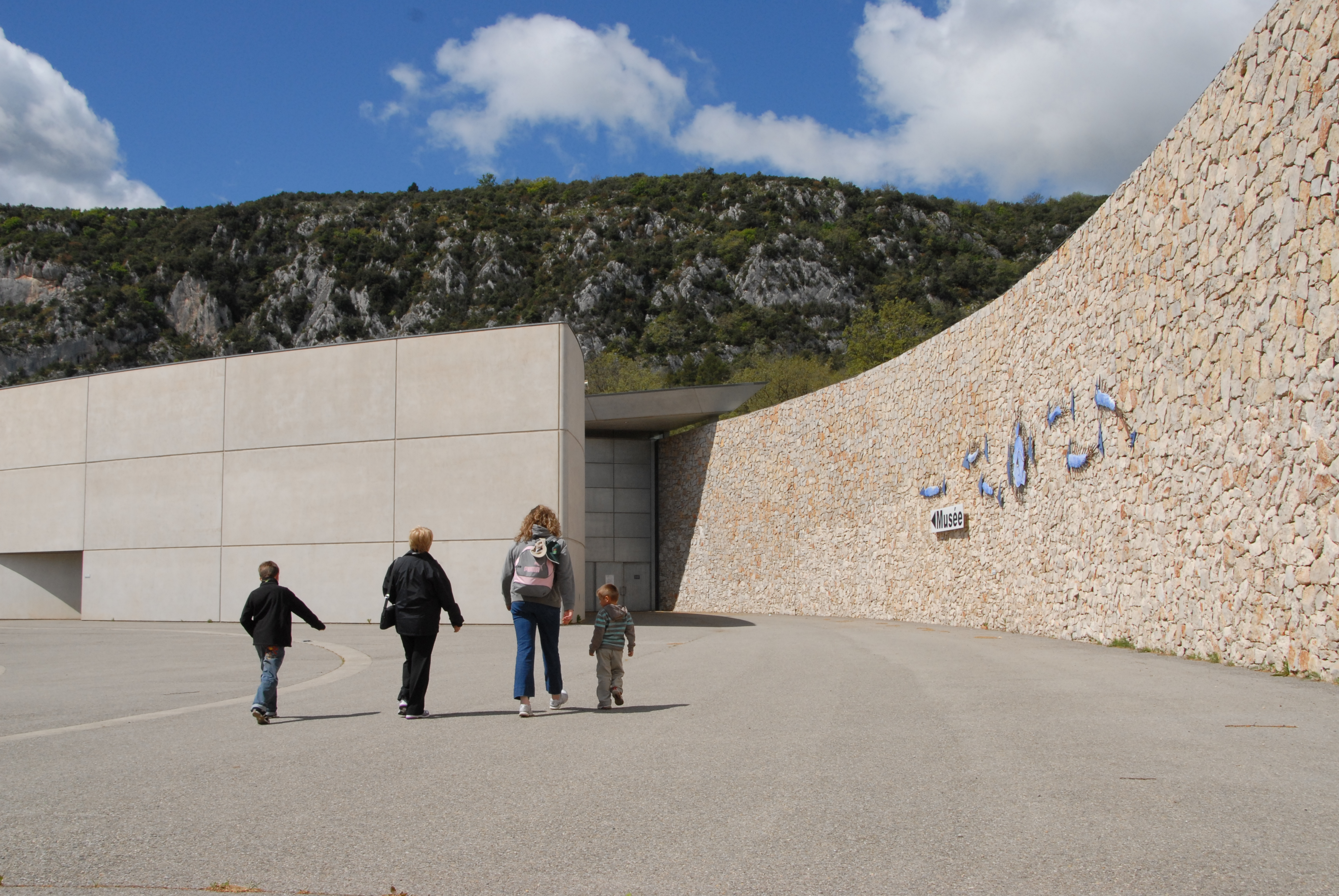
Parvis du musée de Préhistoire des gorges du Verdon

Le musée de Préhistoire des gorges du Verdon a été imaginé puis conçu par Norman Foster, architecte entre autres du viaduc de Millau et du dôme du Reichstag à Berlin. L’édifice, de forme oblongue, s’étend sur une longueur de 120 mètres et totalise sur deux niveaux une surface de 4 274 m2.
La structuration du musée et la distribution des espaces publics et privés découlent de sa forme, dessinée par un jeu de courbes et de contre-courbes : le bâtiment est constitué d’un mur concave adossé à la colline et revenant en mode convexe vers le point d’origine. L’espace public ainsi créé entre ces deux courbes opposées devient le grand hall d’accueil, l’atrium.

### Lacollection permanentedu musée
La fouille d’une soixantaine de sites archéologiques dans le Verdon, depuis plus de 50 ans, a livré une grande quantité de mobilier archéologique et des données scientifiques essentielles à la connaissance des populations préhistoriques provençales. Ces collections sont datées du Paléolithique, Néolithique et de l'âge du bronze.
L’objectif de l’exposition permanente du musée est de retracer l’aventure humaine en Provence, en restituant les résultats acquis depuis plusieurs décennies par les scientifiques. Le circuit muséographique est composé d’une vingtaine d’espaces qui remontent le temps depuis la formation du Verdon jusqu’à la conquête romaine soit un million d’années.

### Les expositions temporaires
- 2001 : Ötzi, l’Homme venu du glacier
- 2002 : Le Néolithique de la Durance
- 2002-2003 : La Géorgie berceau des Européens
- 2004 : Charles Darwin
- 2004 : Les plus vieux outils du Monde
- 2004 : Les Magdaléniens modelaient aussi l’argile
- 2005 : E=mc2, de l’énergie à la vie
- 2005 : L’homme préhistorique et son environnement
- 2006 : Les premiers habitants de PACA
- 2006 : Èves et rêves, la Préhistoire au féminin
- 2007 : L’amadouvier, un champignon indispensable
- 2008 : Du Big Foot au Yéti, Anthropologie de l’imaginaire
- 2009 : Les sciences de l’Évolution : de Darwin aux biotechnologies du XXIe siècle
- 2010 : La naissance des alphabets sur les rives de la  Méditerranée
- 2010 : Australie, 60 000 ans de culture aborigène
- 2011 : De Homo georgicus à Ötzi, l’Homme des glaces : récits d’enquêtes en Préhistoire[6].
- 2012 : Néandertal l'Européen
- 2012 : d'Elle : origine et métamorphose de la Grande Déesse
- 2013 : L’Identité retrouvée, Reconstructions anatomiques d'Élisabeth Daynès

### Galerie collection du musée de Préhistoire des gorges du Verdon

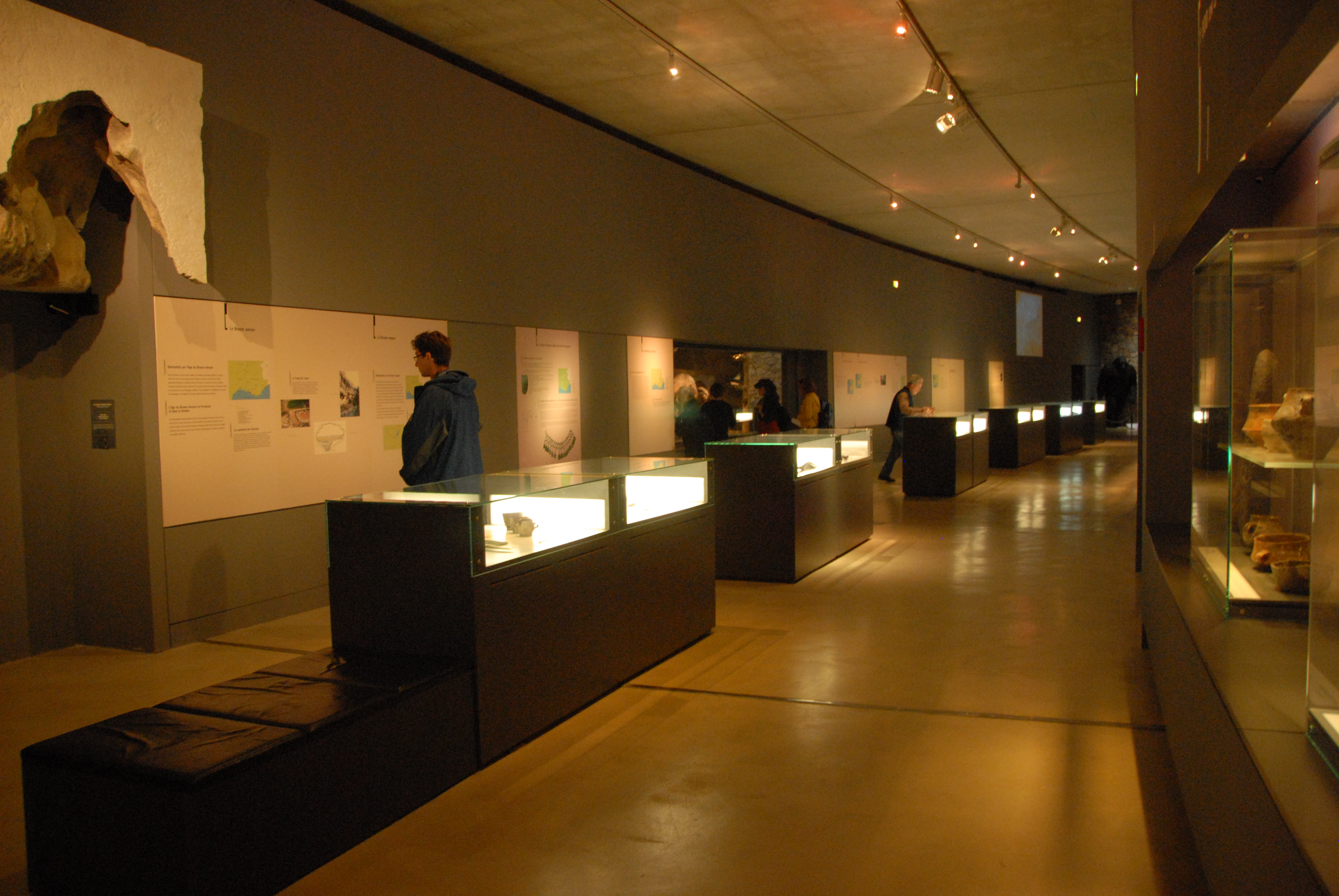
Exposition permanente du musée.
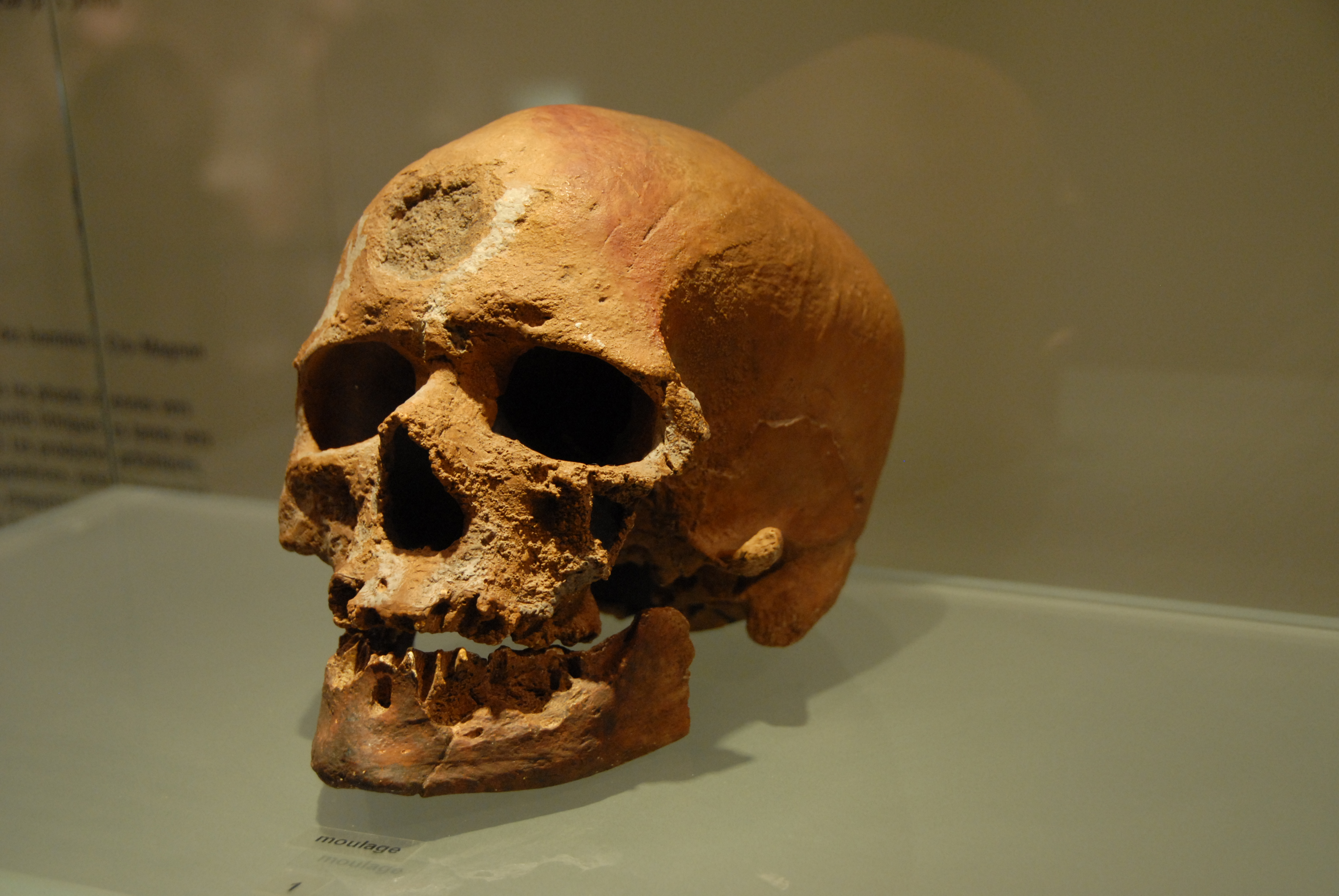
Crâne de Cro-magnon.
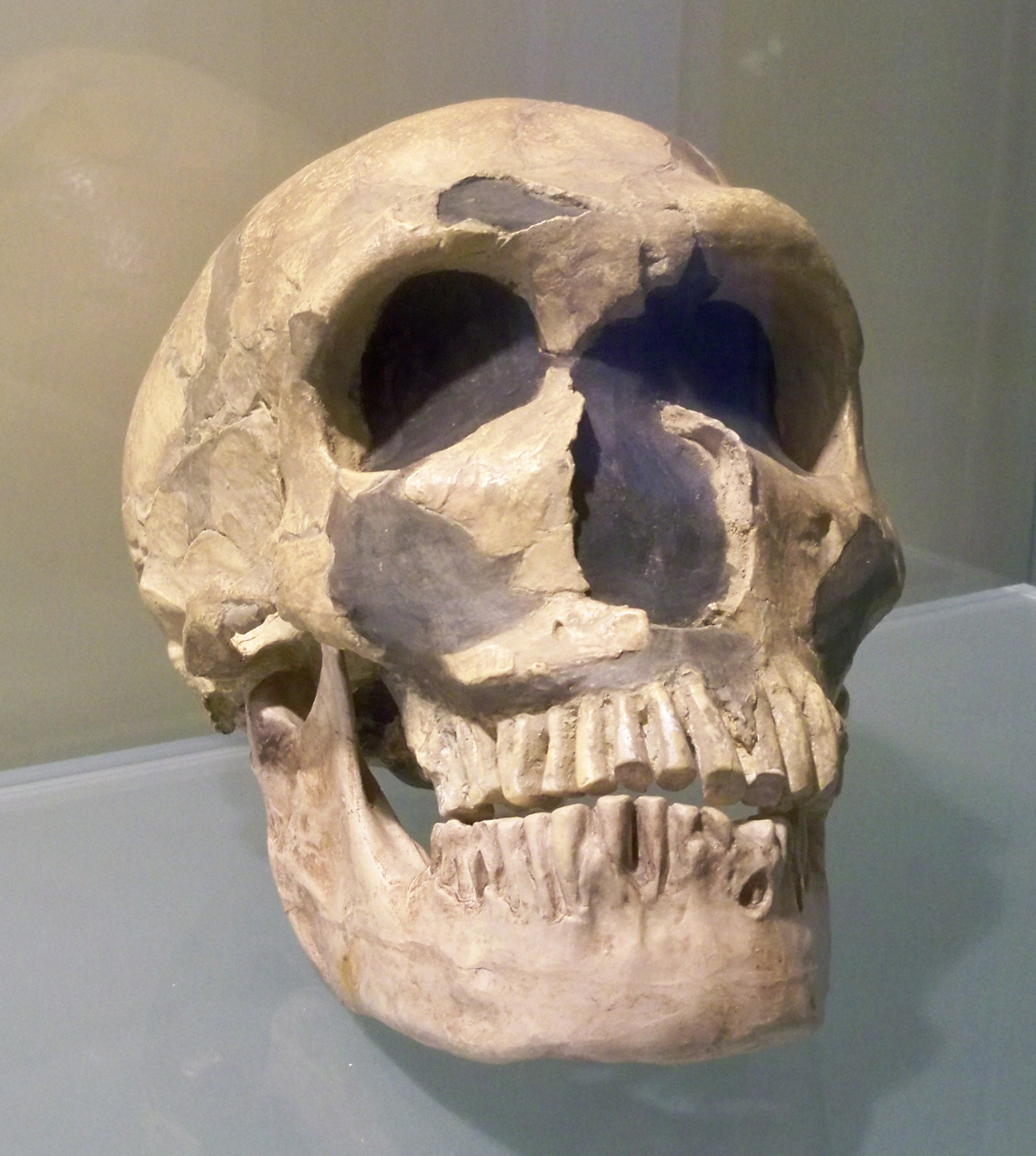
Crâne d'un homme de Néandertal.
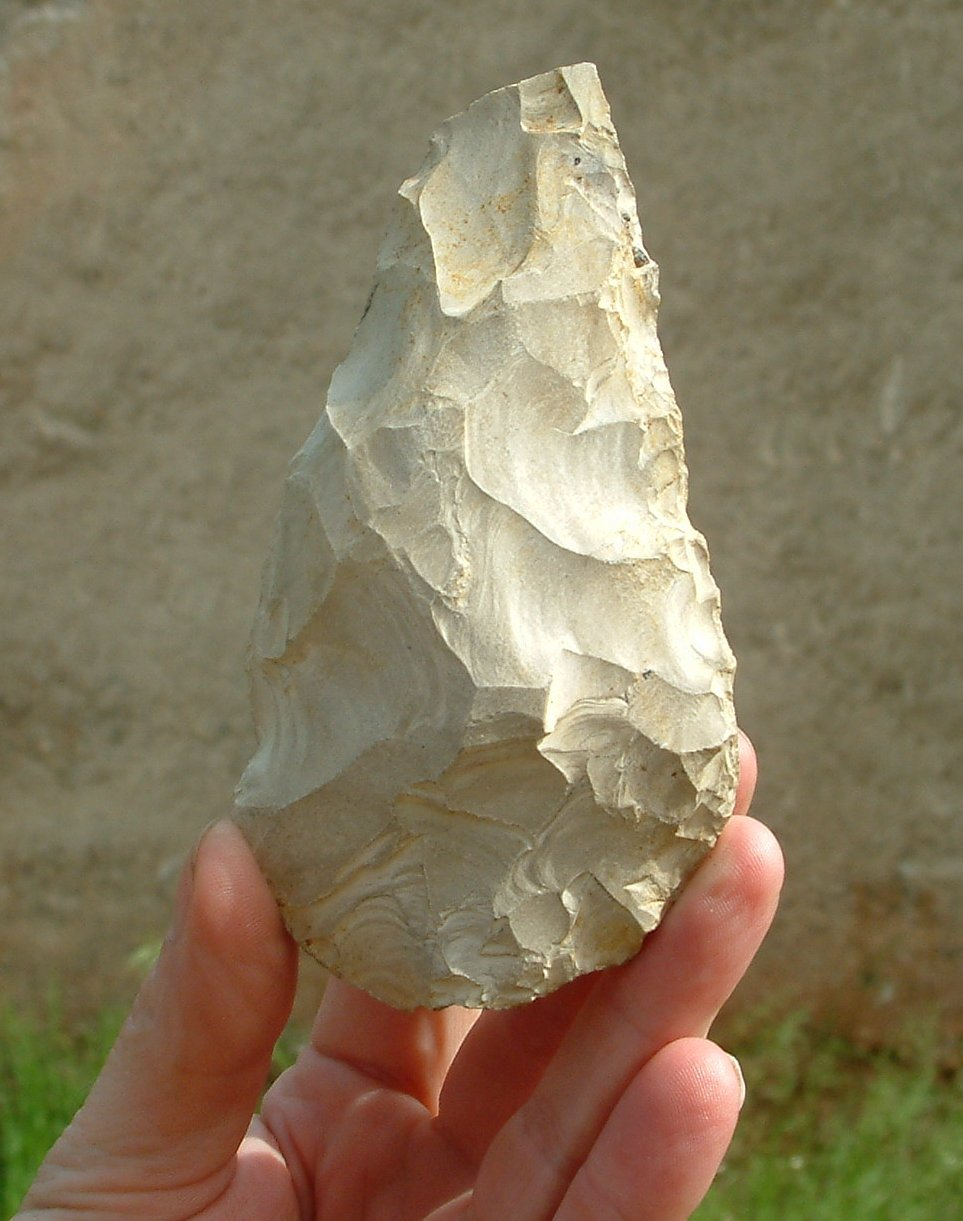
Biface.

### Le troupeau préhistorique
Le musée de Préhistoire a constitué un troupeau préhistorique composé : 
- d’un mammouth laineux (Mammuthus primigenius)
- d’un rhinocéros laineux (Coelodonta antiquitatis)
- d’un renne (Rangifer tarandus)
- d’un mégacéros (Megaloceros giganteus)
- d’un tigre aux dents de sabre (Smilodon, Homotherium, Megantereon)[7].

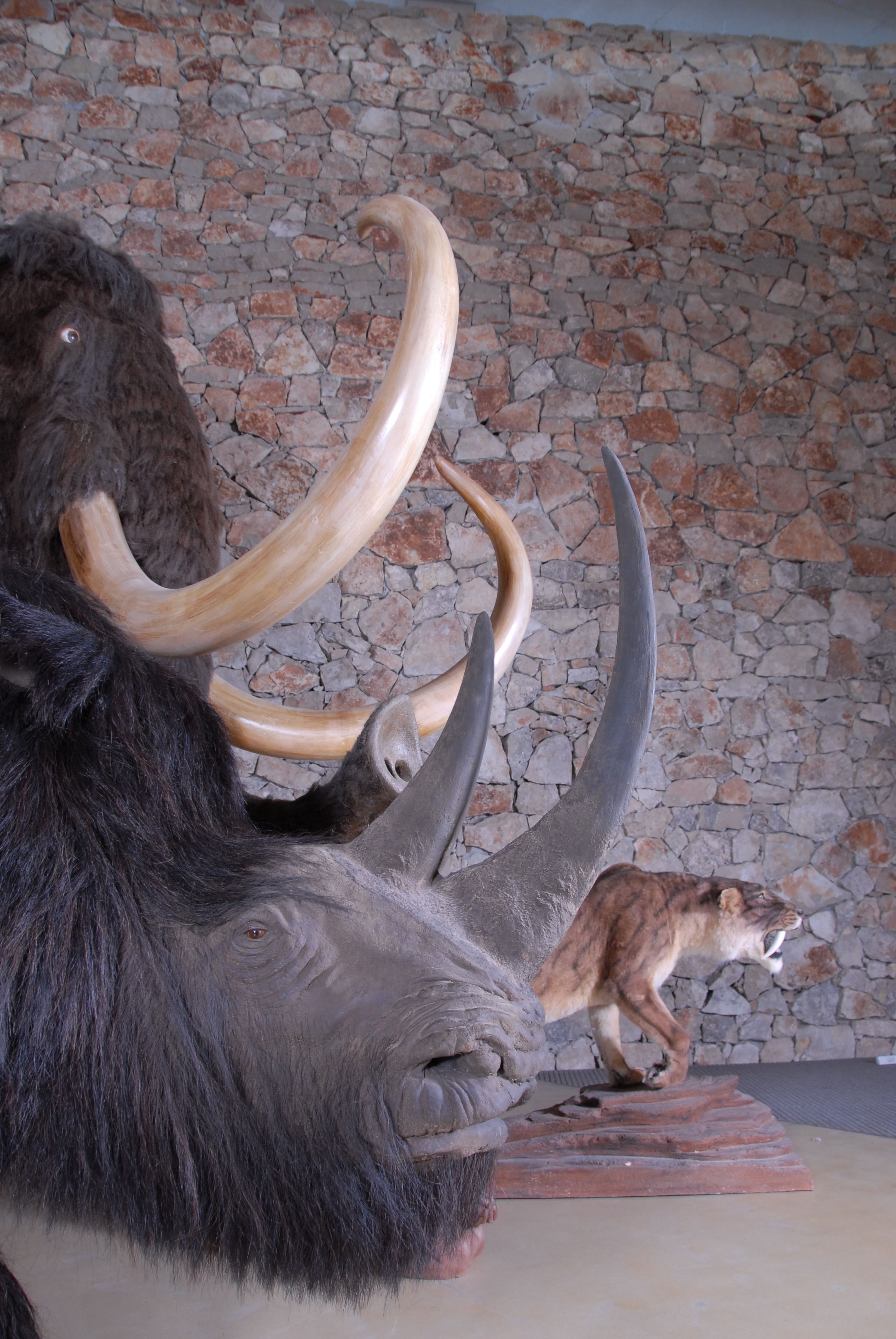
Troupeau préhistorique
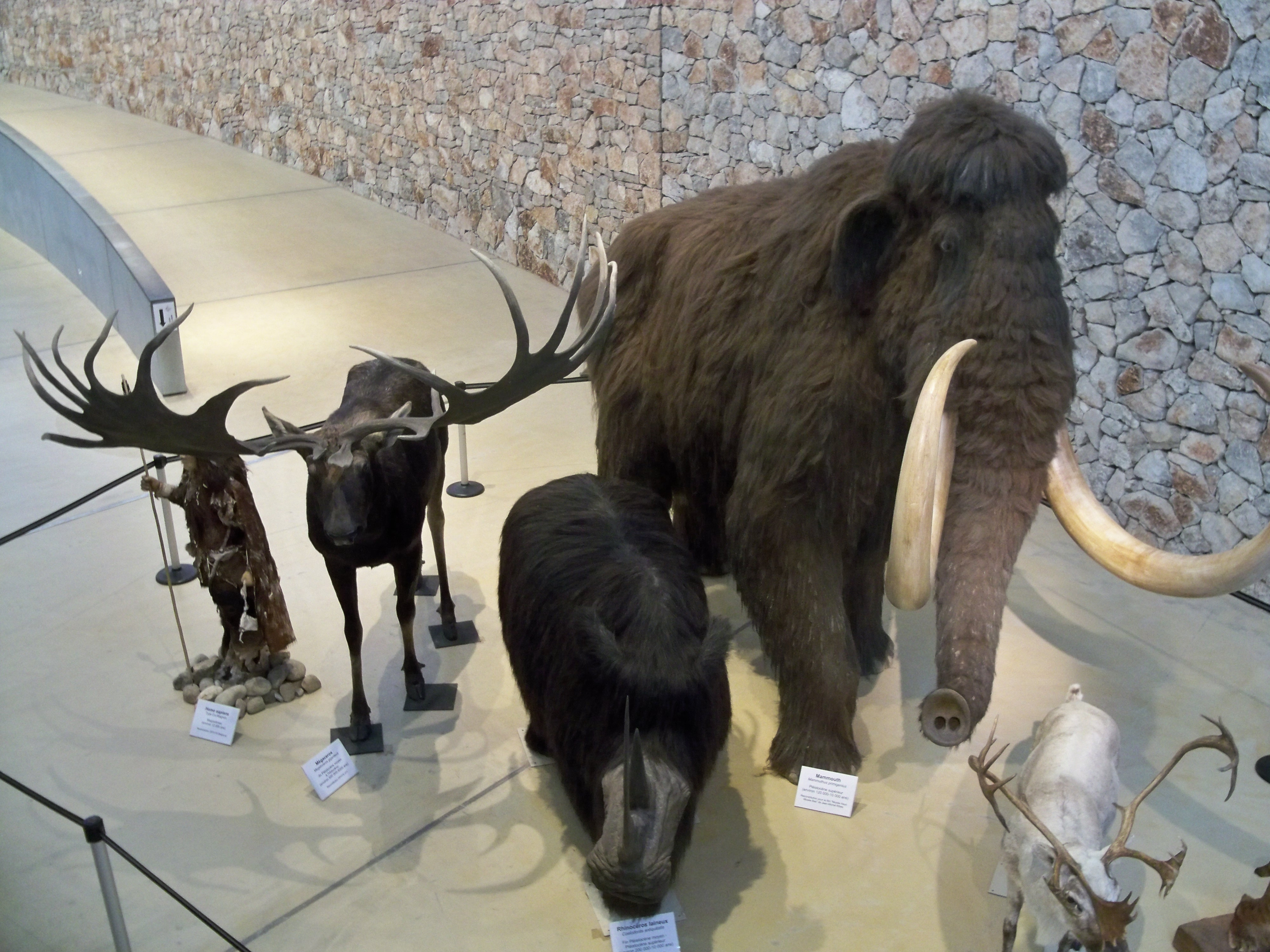
variété de la faune

## Autour du musée

### Les gorges du Verdon, un ensemble de sites préhistoriques et archéologiques de référence
Les gorges du Verdon sont habitées depuis le Paléolithique. À Quinson, la Baume Bonne est un site archéologique majeur. Elle livre le témoignage de la présence de l’Homme depuis 400 000 ans et illustre de manière éclatante l’importante occupation préhistorique de ce secteur.
La création du musée de Préhistoire des gorges du Verdon a permis de relancer un vaste programme de fouilles archéologiques laissées en suspens depuis la fin des années 1990. En effet, les scientifiques ont encore une connaissance partielle du Verdon et à ce jour, le grand canyon du Verdon, sur ces deux rives, n'a jamais fait l'objet de prospections systématiques, ni d'aucune étude archéologique d'envergure, thématique ou diachronique.

### La grotte de la Baume Bonne

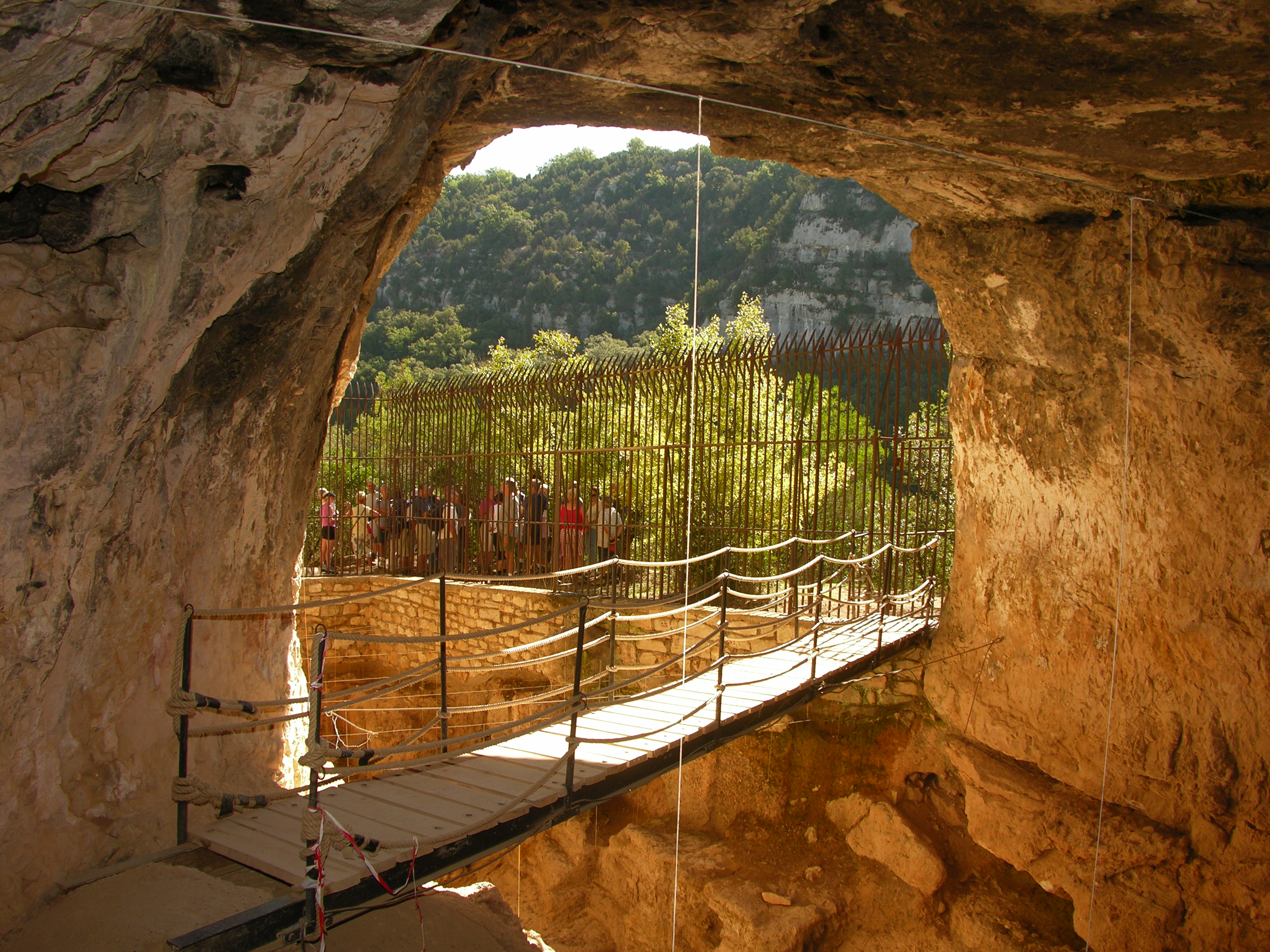
La Baume Bonne

La grotte de la Baume Bonne est un site archéologique majeur qui surplombe le  Verdon. Elle témoigne de la présence de l’Homme dans le Verdon depuis 400 000 ans et illustre la stratégie de survie de nos ancêtres. Elle est classée monument historique depuis 1992.
Les indices d’une occupation humaine préhistorique dans le Verdon ont été révélés pour la première fois à la communauté scientifique par Bernard Bottet en 1946. Bernard Bottet a été sensibilisé à la Préhistoire par son cousin l’abbé Henri Breuil, préhistorien connu notamment pour ses travaux sur l’art du Paléolithique.
La visite de la  grotte de la Baume Bonne est réalisée par le service éducatif du musée de Préhistoire des gorges du Verdon.

### Le village préhistorique

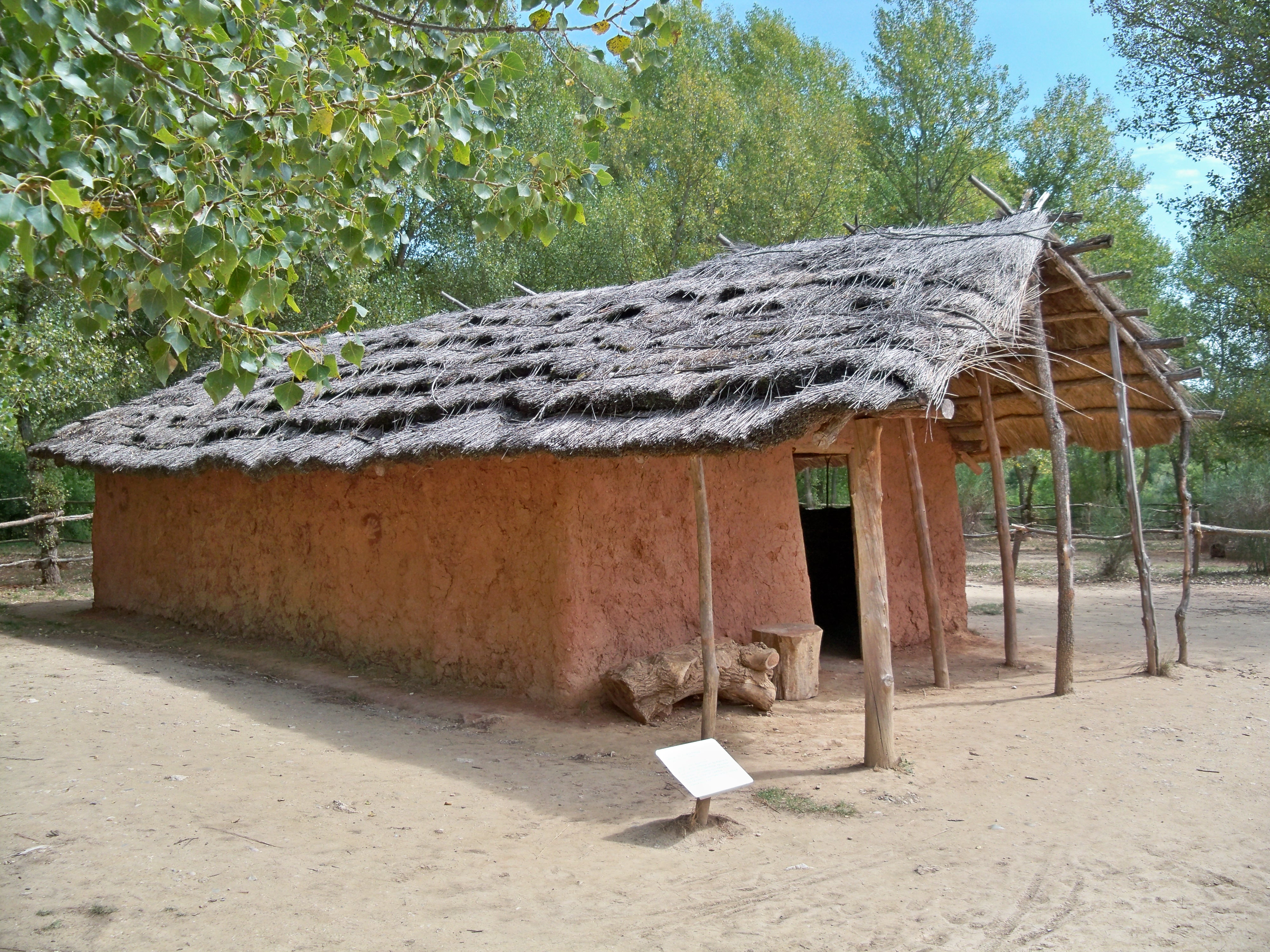
Reconstitution d'habitation néolithique

Afin de compléter la visite des sites archéologiques et du musée, un village préhistorique a été reconstitué au bord du Verdon. Conçu comme un espace d’animation, ce village propose des reconstitutions hypothétiques d’habitats ou de structures préhistoriques :
- cercle de pierres d’Olduvai en Tanzanie (1,8 million d’années)
- cabane de Terra Amata à Nice (400 000 ans)
- tente du Paléolithique supérieur du Bassin parisien (15 000 ans)
- cabane en pierres sèches de Cambous (Néolithique final, 4 500 ans)
- dolmen provençal (Néolithique moyen, 4 500 ans)[9].

### Le centre de recherche
Le musée de Préhistoire des gorges du Verdon accueille des scientifiques, chercheurs et étudiants dans des espaces de recherche et des laboratoires. L'objectif est de permettre la réalisation des analyses essentielles à la compréhension d’un site archéologique, dans les domaines de la géologie et des paléoenvironnements.